# Never Gonna Give You Up
"Never Gonna Give You Up" foi o primeiro hit single de sucesso do cantor britânico Rick Astley. Originalmente gravado por ele, em 1987, encontra-se no álbum de estreia do cantor, Whenever You Need Somebody. A canção foi regravada pela cantora Ashley Tisdale em 2008 para o seu EP Degree Girl: OMG! Jams.
Atualmente, a canção tem um novo reconhecimento através de memes na internet, quadras esportivas, programas televisivos, entre outros. Dá-se o nome de Rickroll o ato de reproduzir o videoclipe oficial ou a canção "Never Gonna Give You Up" em momentos inconvenientes, como no meio de um jogo de voleibol, protesto popular, programa jornalístico ou no conhecido caso em que Astley pessoalmente interrompeu a apresentação musical do carro alegórico de A Mansão Foster para Amigos Imaginários na Macy's Thanksgiving Day Parade saindo de traz do carro alegórico cantando o single "Never Gonna Give You Up".

## Mídias Atuais

### YouTube
Em 2008, no dia da mentira, todos os vídeos em destaque na página principal do YouTube, quando abertos, eram redirecionados ao clipe de "Never Gonna Give You Up". Assim, os usuários eram "rickrolled" ao tentar ver um vídeo em destaque.
No dia 28 de julho de 2021, a canção ultrapassou 1 bilhão de visualizações no YouTube

### Just Dance 4
A canção foi incluída na quarta sequência da franquia de jogos de dança, Just Dance, disponível nos consoles Nintendo Wii, Wii U, PlayStation 3 e Xbox 360. No gameplay, é protagonizado por um super herói falido.